# 布干维尔自治区
布干维尔自治区（英語：Autonomous Region of Bougainville）是巴布亚新几内亚唯一的自治区。自治区由布干维尔岛、布卡岛及邻近小岛组成，面积9384平方千米，人口249358人，临时首府布卡。由於是地理概念上所羅門群島的一部分，歷史上曾被稱作北所羅門。

## 历史
- 德属新几内亚 1899年–1919年
- 新几内亚领地（澳大利亚托管） 1920年–1975年
- 巴布亚新几内亚独立国 1975年至今

1768年，法国海军上将路易斯·安东尼·布干维尔率船队抵达该地区，布干维尔岛由此得名。1886年，该地区成为德属新几内亚的一部分。在德国殖民时期，天主教传入该地区，并成为该地区的主流宗教。根据1919年《凡尔赛条约》，澳大利亚得到国际联盟授权，从1920年起对该地区实行托管统治，该地区成为新几内亚领地的一部分。1975年，在巴布亚新几内亚宣布独立前不久，该地区宣布成立北所罗门共和国，但没有得到国际社会承认。1976年，该地区被并入巴布亚新几内亚。围绕潘古纳铜矿区产生的冲突成为布干维尔内战（1988年–1998年）的主要诱因，内战导致多达20000人死亡。2000年，巴布亚新几内亚政府与游击队布干维尔革命军签订和平协议。2002年，布干维尔自治政府成立。自治区的立法机构是布干维尔众议院。
根据与巴布亚新几内亚中央政府达成的协议，布干维尔自治政府决定于2019年6月15日举行独立公投，后与巴布亚新几内亚政府协商延迟至10月19日，随后又延迟至11月23日举行独立公投；12月11日公投結果出爐，超过98%的有效选票支持独立；公投結果需经巴布亚新几内亚国民议会批准通過後才会具备法律效力。
2021年7月7日，巴布亚新几内亚总理詹姆斯·马拉佩和布干维尔自治区主席伊斯迈尔·托罗阿马在瓦巴格会面，双方会谈决定，布干维尔将在不早于2025年、不晚于2027年的时间点正式宣布独立。2025年3月，“布干维尔独立领导人协商论坛”建议将2027年9月1日定为独立日期。

## 行政区划

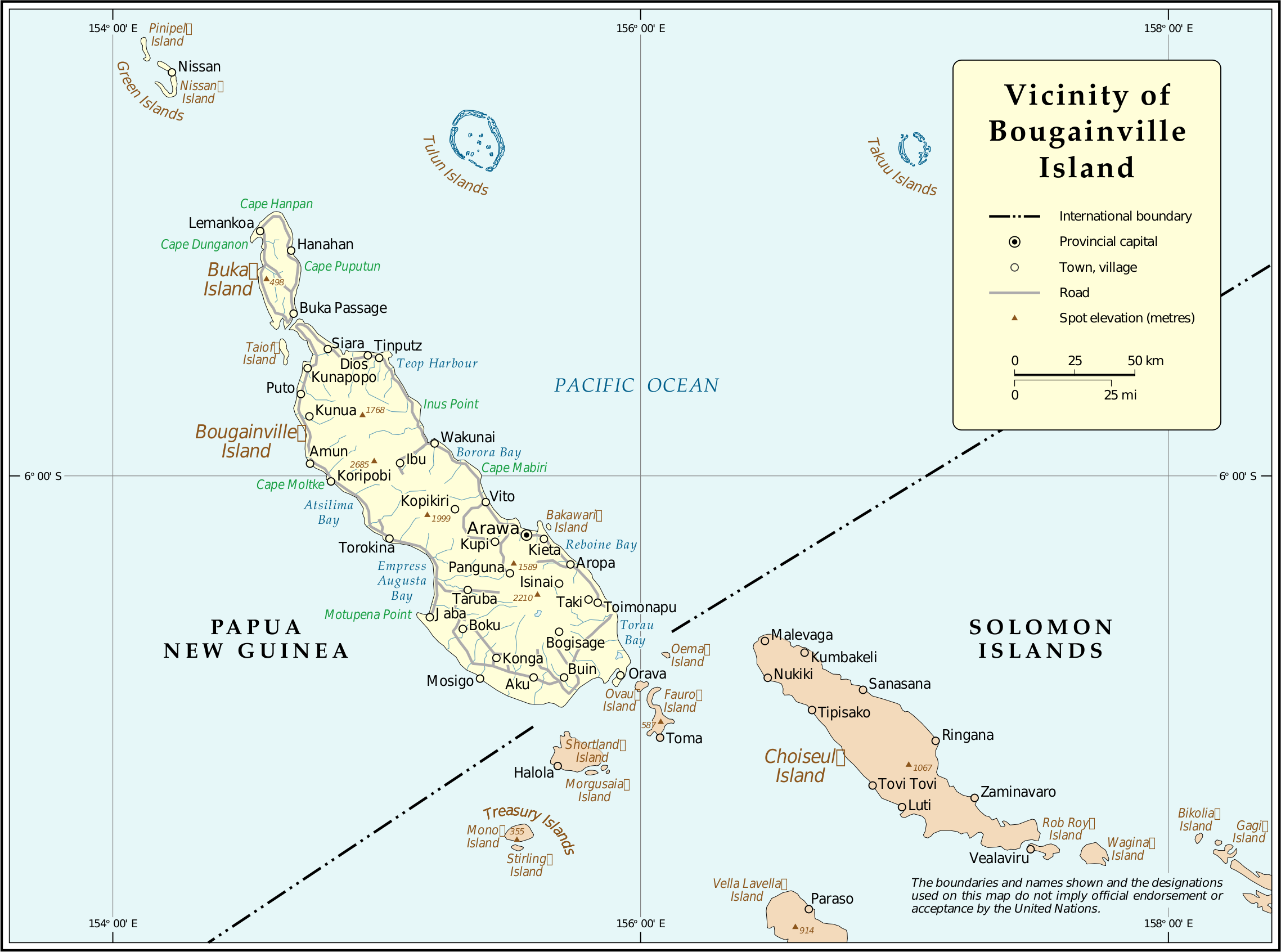
布干维尔自治区地图

布干维尔自治区行政区划图

布干维尔自治区下辖3个区，每个区下辖若干个乡村法人。
| 区           | 区首府        | 乡村法人            |
| ------------ | ------------- | ------------------- |
| 中布干维尔区 | 阿拉瓦-基埃塔 | 阿拉瓦乡村法人      |
| 中布干维尔区 | 阿拉瓦-基埃塔 | 瓦库奈乡村法人      |
| 北布干维尔区 | 布卡          | 环礁乡村法人        |
| 北布干维尔区 | 布卡          | 布卡乡村法人        |
| 北布干维尔区 | 布卡          | 库努阿乡村法人      |
| 北布干维尔区 | 布卡          | 尼桑乡村法人        |
| 北布干维尔区 | 布卡          | 塞劳/休伊尔乡村法人 |
| 北布干维尔区 | 布卡          | 廷普茨乡村法人      |
| 南布干维尔区 | 布因          | 班纳乡村法人        |
| 南布干维尔区 | 布因          | 布因乡村法人        |
| 南布干维尔区 | 布因          | 希瓦伊乡村法人      |
| 南布干维尔区 | 布因          | 托罗金纳乡村法人    |